# Cheval en Jordanie
Le cheval en Jordanie, vraisemblablement introduit pendant l'Antiquité, est essentiellement de type Arabe. Il y est élevé pour les travaux agricoles, les courses d'endurance et le tourisme. 

## Histoire
Il semble que le cheval ne soit pas présent en Jordanie à l'époque de Strabon. Comme le note Jean-Pierre Digard, ce dernier décrit le royaume de Nabatène comme tel : « le pays ne produit pas de chevaux ; les chameaux fournissent les services qu'ils demandent, à la place des chevaux ». Les stèles funéraires représentant des chevaux sont en revanche fréquentes en Jordanie à l'époque romaine.
La princesse Haya bint al-Hussein est cavalière professionnelle, et a présidé la Fédération équestre internationale entre 2006 et 2014, présidence vraisemblablement interrompue en raison d'un conflit d'intérêts.

## Élevage
Il n'existe qu'une race de chevaux répertoriée sur le territoire de la Jordanie selon DAD-IS, le cheval Arabe. D'après Philippe Barbié de Préaudeau (1987), la Jordanie conserve des chevaux parmi les plus proches de la souche arabe originelle : « C'est en Jordanie et surtout en Syrie qu'il faut chercher les derniers représentants du cheval d'Arabie, de cet animal qui a conquis le monde, mais que le vent de l'Histoire a chassé de son berceau ».

## Utilisations

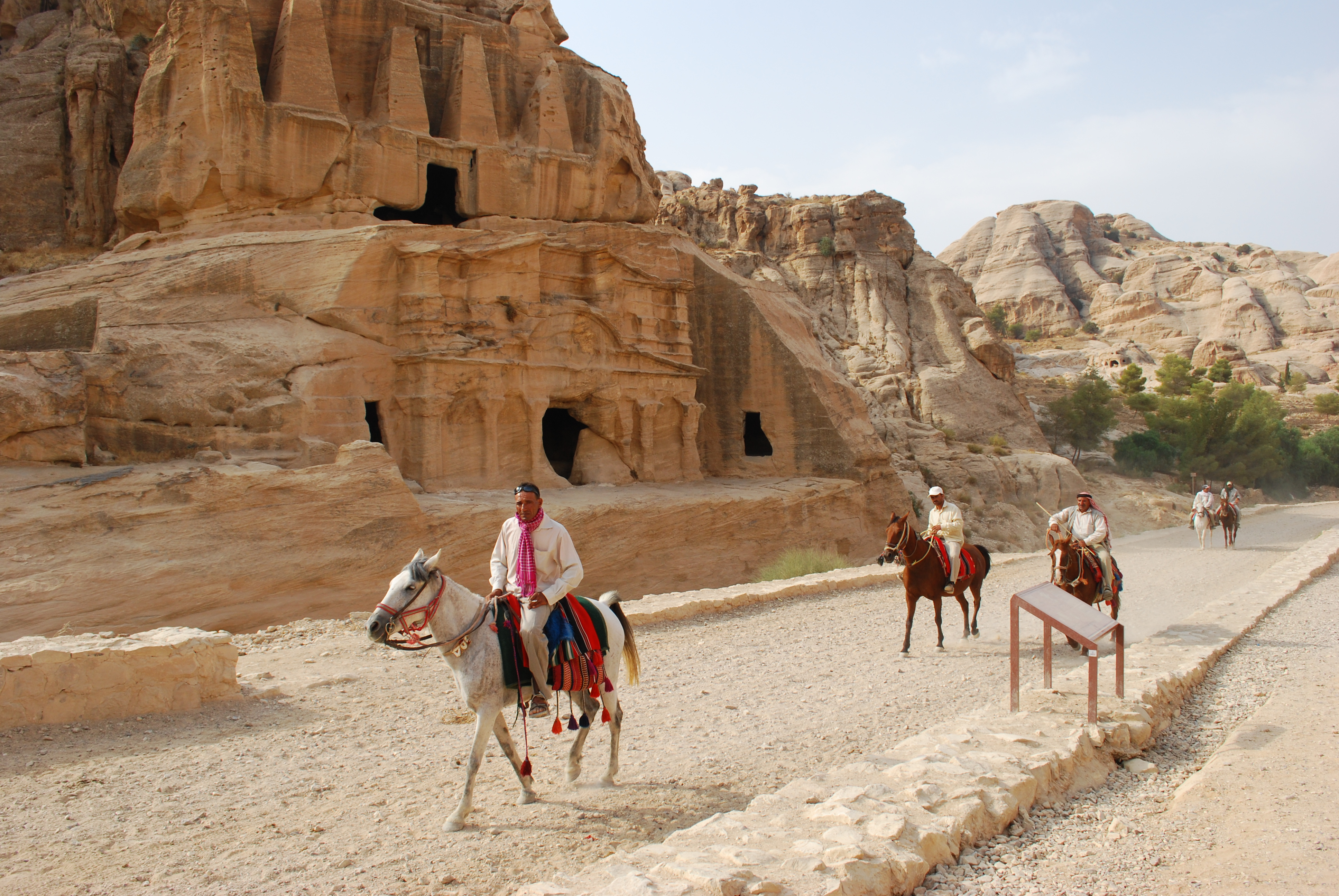
Cavaliers à Pétra.

Les chevaux jordaniens sont montés par les cavaliers agricoles locaux, dans le cadre de leur garde d'ovins, en particulier dans les zones d'altitude qui subissent des chutes de neige, comme le plateau du Golan. Par ailleurs, un certain nombre de taxis sont hippomobiles.
Il existe aussi une pratique d'endurance équestre de haut niveau, sous l'autorité de la fédération équestre internationale.
Le tourisme équestre est possible, notamment les randonnées dans le désert du Wadi Rum, popularisé dans le monde occidental par Thomas Edward Lawrence qui l'a lui-même traversé à cheval. 
Les chevaux sont très présents sur le site touristique de Pétra, qui recense environ 1 300 équidés. Des faits de maltraitance sur les chevaux ont été régulièrement rapportés par les touristes, contribuant peut-être à la baisse de la fréquentation du site. Depuis 2015, des réglementations ont été mises en place, notamment sous l'égide de la princesse Haya, pour garantir que les chevaux puissent se reposer et être soignés.